# Средства от операционной деятельности
Средства от операционной деятельности (англ. funds from operations (FFO)) — это термин, который инвесторы используют для описания денежных потоков компаний, работающих в сфере недвижимости, либо инвестиционных фондов недвижимости (REIT).
FFO — это показатель эффективности, созданный Национальной ассоциацией инвестиционных фондов недвижимости (NAREIT), который считается Комиссией по ценным бумагам и биржам (SEC) стандартным индикатором финансовых показателей сектора недвижимости вне принятых правил бухгалтерского учёта.
Аналитики рассчитывают FFO следующим образом:
{\displaystyle FFO=NI+D+A-SP}
где:
- FFO — средства от операционной деятельности
- NI — чистая прибыль
- D — амортизация
- A — обесценение активов
- SP — прибыль, полученная от реализации активов

В отличие от традиционных подходов бухгалтерского учёта, FFO старается устранить возникающие искажения, что позволяет компаниям более точно определять свои результаты. Для компаний, работающих с недвижимостью, амортизация не является реальным расходом, так как объекты недвижимости не теряют своей стоимости в той же степени и с той же скоростью, что и обычные активы, поэтому чистая прибыль после амортизации не является объективным показателем эффективности компании.
Существуют и другие формы FFO, которые SEC требует от компаний, занимающихся недвижимостью, например, скорректированный FFO, FFO компании и прочие.
Инвесторы и эксперты могут использовать данный показатель для анализа финансового состояния компаний, занимающихся недвижимостью. При этом показателю уделяется большее внимание, чем классической рентабельности или EBITDA, так как он в лучшей мере отражает способность компании генерировать денежный поток.
Часто FFO определяется в расчёте на акцию для публично котирующихся ценных бумаг. Инвесторы часто используют коэффициент FFO на акцию так же, как они использовали бы прибыль на акцию компании.

## Критика
Показатель средств от операционной деятельности задумывался как дополнительный аналитический показатель к отчётности, но стал общепринятым бенчмарком в отрасли. При этом порядок его расчёта не регламентируется стандартами бухгалтерского учёта, поэтому остаётся возможность для манипуляций, и показатель остаётся вне рамок аудита отчётности. Кроме того, показатель не корректируется на необходимые расходы по поддержанию состояния недвижимости и её текущему ремонту, что приводит к завышению реального показателя доступного денежного потока.